# Besleria mirifica
Besleria mirifica är en tvåhjärtbladig växtart som beskrevs av Conrad Vernon Morton. Besleria mirifica ingår i släktet Besleria och familjen Gesneriaceae. Inga underarter finns listade i Catalogue of Life.